# Ironcollo
Ironcollo est une localité du département de Cochabamba en Bolivie située dans la province de Quillacollo. Sa population s'élevait à 4 778 habitants en 2001.